# Marsdenia dischidioides
Marsdenia dischidioides är en oleanderväxtart som beskrevs av P.I. Forster. Marsdenia dischidioides ingår i släktet Marsdenia och familjen oleanderväxter. Inga underarter finns listade i Catalogue of Life.